# Johann Melchior Mohr

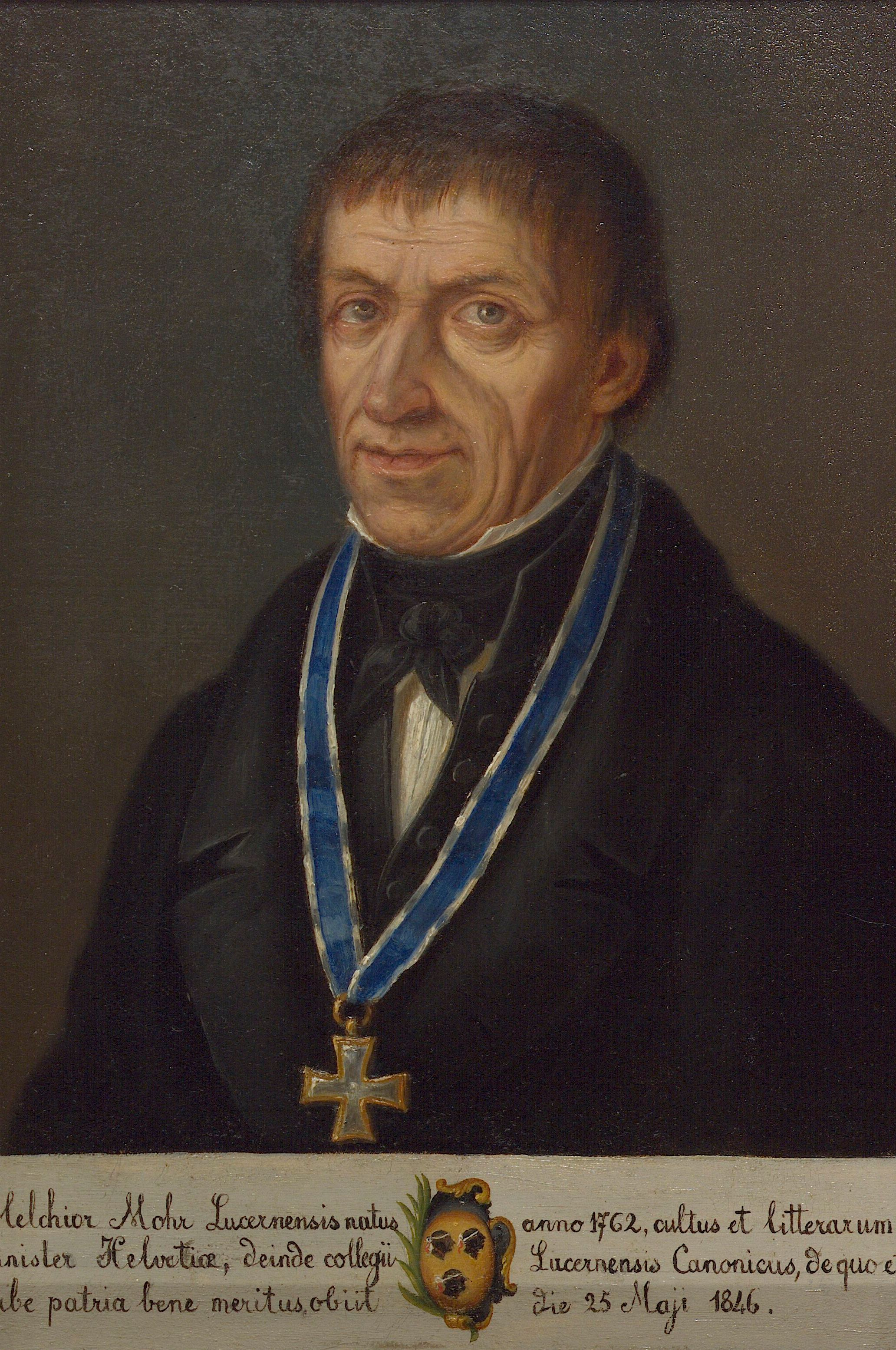
Porträt von Johann Melchior Mohr (1762–1846)

Johann Melchior Mohr (* 28. April 1762 in Luzern; † 25. Mai 1846 ebenda) war als ehemaliger katholischer Geistlicher und Politiker während der Helvetik.

## Leben
Melchior Mohr wurde 1762 als Sohn einer Patrizierfamilie in Luzern geboren. Sein Vater war Mitglied des kleinen Rates. Nach einer Grundausbildung am Ex-Jesuiten-Gymnasium von Luzern (1773–1777), wählte er die Laufbahn eines Offiziers in französischen Diensten. Er quittierte jedoch schon bald den Dienst. Er kehrte nach Luzern zurück und absolvierte das Theologiestudium an der Höheren Lehranstalt. 1787 empfing er die Priesterweihe und nach einer kurzen Vikariatsstelle in Neudorf LU 1789 zum Pfarrer von Geiss ernannt. Ab 1792 war er Chorherr am Stift St. Leodegar im Hof und wirkte als Kapellmeister und Lehrer an der Stiftschule. Ab 1795 war er Mitglied der Helvetischen Gesellschaft. Mit anderen aufklärerisch gesinnten Personen der Luzerner Oberschicht war er Mitinitiant der Luzerner Lesegesellschaft.
Nach der Ausrufung der Helvetischen Republik 1798 stellte sich Mohr ganz in den Dienst der Revolution. Um als helvetischer Beamter wirken zu können, gab er den Priesterstand auf. Er wirkte vorerst als Sekretär des Ministers für auswärtige Angelegenheiten Louis François Bégoz und wurde 1800 als Nachfolger Philipp Albert Stapfers helvetischer Minister der Schönen Künste und Wissenschaften in Bern. In dieser Funktion setzte er sich für die Einführung der allgemeinen Schulpflicht ein und förderte die Errichtung von Gemeindeschulen. Nach dem Staatsstreich vom Oktober 1801 verlor er sein Amt und kehrte zusammen mit anderen Unitariern (Rüttimann und Meyer) nach Luzern zurück. Nach einem erneuten Staatsstreich vom April 1802 kehrte er nach Bern zurück und wurde zum Präsidenten der Notabelnversammlung, die über die Zweite Helvetische Verfassung beriet, ernannt. In der neu konstituierten Regierung war er Senator und ab November 1802 Staatssekretär für Auswärtiges. In diesem Amt blieb er bis zur Auflösung der Helvetischen Republik im Jahr 1803.
Mit dem Ende der Helvetik zog er sich vom politischen Leben zurück. Er kehrte nach Luzern zurück und wurde erneut Chorherr am Stift St. Leodegar, wo er zweimal die Wahl zum Propst ablehnte. Er blieb im Kanton Luzern weiter für das Bildungswesen aktiv. Von 1804 bis 1806 war er Oberinspektor des kantonalen Schulwesens und von 1806 bis 1809 Rektor der Höheren Lehranstalt (Gymnasium) in Luzern. Im Alter wandelte sich Mohr zu einem Anhänger des konservativen Ultramontanismus. Er starb im 84. Altersjahr als Senior-Chorherr in Luzern.
Neben zwei kleineren Werken ist ein Teil seiner reichen Korrespondenz erhalten. Briefpartner waren unter anderem Paul Usteri, Franz Bernhard Meyer von Schauensee, Vinzenz Rüttimann und dessen Frau Anna Maria Rüttimann-Meyer von Schauensee.

## Werke
- Analytischer Versuch zu einer Modification der Einheit im Staat, mit Hinsicht auf die Schweiz. Luzern 1800.
- Historische Darstellung des Verhältnisses der Pfarrgemeinde Adligenschwyl zu dem Stifte bey St. Leodegar auf dem Hof zu Luzern. Luzern 1805.